# D (singel Big Bangu)
D – szósty singel południowokoreańskiej grupy Big Bang, wydany 1 lipca 2015 roku przez YG Entertainment. Singel był trzecią częścią albumu MADE, który ukazał się 12 grudnia 2016 roku.

## Lista utworów

### Singel cyfrowy
| Nr | Tytuł                                        | Słowa                  | Kompozycja                | Aranżacja       | Czas |
| -- | -------------------------------------------- | ---------------------- | ------------------------- | --------------- | ---- |
| 1. | „If You”                                     | G-Dragon               | G-Dragon, P.K, Dee.P      | P.K, Dee.P      | 4:24 |
| 2. | „Maenjeongsin (Sober)” (kor. 맨정신 (Sober)) | Teddy, G-Dragon, T.O.P | Teddy, Choice37, G-Dragon | Teddy, Choice37 | 3:57 |

### Singel fizyczny
| Nr | Tytuł                                        | Słowa                        | Kompozycja                         | Aranżacja       | Czas |
| -- | -------------------------------------------- | ---------------------------- | ---------------------------------- | --------------- | ---- |
| 1. | „If You”                                     | G-Dragon                     | G-Dragon, P.K, Dee.P               | P.K, Dee.P      | 4:24 |
| 2. | „Maenjeongsin (Sober)” (kor. 맨정신 (Sober)) | Teddy, G-Dragon, T.O.P       | Teddy, Choice37, G-Dragon          | Teddy, Choice37 | 3:57 |
| 3. | „Bang Bang Bang” (kor. 뱅뱅뱅)               | Teddy, G-Dragon, T.O.P       | Teddy, Taeyang                     | Teddy           | 3:40 |
| 4. | „Loser”                                      | Teddy, T.O.P, G-Dragon       | Teddy, Taeyang                     | Teddy           | 3:39 |
| 5. | „Bae Bae”                                    | G-Dragon, Teddy, T.O.P       | Teddy, G-Dragon, T.O.P             | Teddy           | 2:49 |
| 6. | „We Like 2 Party”                            | Teddy, Kush, G-Dragon, T.O.P | Teddy, Kush, Seo Won Jin, G-Dragon | Teddy, Kush     | 3:16 |
| 7. | „If You” (Instr.)                            |                              | G-Dragon, P.K, Dee.P               | P.K, Dee.P      | 4:24 |
| 8. | „Maenjeongsin (Sober)” (Instr.)              |                              | Teddy, Choice37, G-Dragon          | Teddy, Choice37 | 3:57 |

## Notowania
| Lista                             | Najwyższa pozycja |
| --------------------------------- | ----------------- |
| Gaon Weekly Album Chart           | 1                 |
| Gaon Monthly Album Chart          | 4                 |
| Gaon Yearly Album Chart (2015)    | 26                |
| G-Music                           | 1                 |
| Oricon Weekly Western Album Chart | 16                |

## Sprzedaż
| Państwo          | Sprzedaż                       |
| ---------------- | ------------------------------ |
| Korea Południowa | 88 131 (stan na 2015 r.)       |
| Chiny            | 1 335 623 (stan na 28.11.2016) |
| Japonia          | 8853                           |